# Арканское учение
Арка́нское уче́ние (лат. disciplina arcani, тайное учение) — с XVII века название правила раннехристианской церкви не допускать присутствия оглаше́нных при некоторых священнодействиях и таинствах, главным образом, при принятии Святых Тайн, таинстве крещения, таинстве священства, чтении молитвы Господней и миропомазании.
Начало такому правилу закрытости и недоступности для непосвящённых было положено во времена раннего христианства, но впервые о нём упоминает греческий теолог Ориген (ок. 185 — ок. 254) в своей книге «Против Цельса» (249). Уже в VI веке этот обычай вышел из употребления в силу исторических обстоятельств: в первые времена политических преследований, когда христиане боялись допускать к богослужению чужих, вся служба была доступна только для принявших крещение; позднее же доступ к ней был разрешен и язычникам, желавшим обращения, но с тем ограничением, чтобы некрещёные присутствовали только при проповеди, а не при таинствах. Но после того, как христианство стало господствующей религией, и вошло в обычай совершать обряд крещения уже над детьми, вернулись к старым порядкам.
После реформации католики стали ссылаться на арканское учение как на особое тайное учение, сохранившееся в преданиях церкви и будто бы содержащее в себе те догматы, в пользу которых они не могли привести доказательств из Священного Писания.